# Szemvillanás alatt
A Szemvillanás alatt (eredeti cím: The Life Before Her Eyes) 2007-ben bemutatott amerikai thriller, amelyet Vadim Perelman rendezett. A forgatókönyvet Emil Stern adaptálta Laura Kasischke azonos című regényéből. A főszerepet Uma Thurman és Evan Rachel Wood alakítja. A film 2008. április 18-án jelent meg. 
A film világpremierje a Torontói Nemzetközi Filmfesztiválon volt 2007. szeptember 8-án, az Amerikai Egyesült Államokban 2008. április 8-án mutatták be, míg Magyarországon DVD-n jelent meg szinkronizálva.
A történet egy túlélő bűntudata körül forog, aki egy 15 évvel ezelőtti, Columbine iskolai mészárláshoz hasonló eseményt élt túl, ami miatt idilli élete darabokra hullik.

## Cselekmény
Diana és Maureen a legjobb barátnők, és együtt járnak a Hillview középiskolába. A lázadó Diana el akarja hagyni a várost, míg a hívő Maureen férjről és sok gyerekről álmodik. Mindketten úgy döntenek, hogy gyorsan kibékülnek a lánymosdóban, bár a biológiatanárral, Mr. McClooddal már elkezdődött az óra. Hirtelen lövéseket hallanak, először azt hiszik, hogy ez csak egy vicc, de hamar rájönnek, hogy egy ámokfutó gyilkos lövöldözi az iskolájukban a diákokat és a tanárokat. Diana sejti, hogy az ámokfutó Michael Patrick, a diáktársa, aki előző nap közvetve bejelentette neki a bűncselekményt. Az ajtó kinyílik, és Michael belép - mögötte a lelőtt Mr. McClood a földre rogy. Michael bejelenti, hogy a két lány közül az egyik meg fog halni. Maureen azt kéri, hogy őt lője le. Michael lelövi, majd magával is végez.
Tizenöt évvel később Diana művészeti előadóként él férjével, Paul McFee professzorral és lányukkal, Emmával egy teraszos házban, ahogy Maureen mindig is szerette volna. Boldog házasságban él, de a Hillview középiskolában tartandó megemlékezés súlyosan nyomasztja Dianát. Gondolatai folyton visszaugranak a Maureennel közös élményekre, valamint a 15 évvel ezelőtti életére. Maureennel együtt arról fantáziált, hogy a lányát Emmának fogja nevezni. Aztán 17 éves korában lefeküdt egy férfival, teherbe esett, és elvetélt. A gyermek apja az abortusz után elhagyta. Diana emlékszik a Maureennel közös kis csínyekre, például arra, hogy együtt úsztak a szomszédok medencéjében, és a kisebb vitákra is.
A jelenben Diana élete egyre inkább azzal fenyeget, hogy kisiklik. Különösen a tragédia Emléknapja hátterében az is nyilvánvalóvá válik, hogy Diana sok mindent képtelen érzékelni a mindennapokban. Felismerni véli az utcán az akkor meggyilkolt tanárát, Mr. McCloodot, az osztálya ajtaja előtt elsétáló diákok az akkori bérgyilkosra emlékeztetik, a lánymosdóban elkalandozó gondolatai az utolsó percekről, és Michael Patrick elmejátéka miatt majdnem közlekedési balesetet szenved.
Családjában is egyre több gondja van: lánya, Emma ugyanolyan lázadó magatartást tanúsít, mint ő gyerekkorában. Diana egyre inkább rájön, hogy nem tud kijönni a lányával, aki szintén kényelmetlenül érzi magát a Diana által választott zárdaiskolában. Amikor ismét összeveszik Emmával, látja, hogy férje egy idegen nővel fagylaltot eszik egy bizalmas ölelés közben. Az utcára rohan, és elüti egy autó. Bár nem szenved sérüléseket, házasságát tönkremenni látja. Azt mondja a férjének, hogy ő nem a férje.
Belső vonakodása ellenére úgy dönt, hogy részt vesz a megemlékezésen. Mielőtt bemehetne a lányvécébe, hogy virágot helyezzen el, hívást kap Emma iskolájából. Emma elszökött. Emma iskolájába érve megtudja, hogy Emma rózsaszín kabátját az épülettől nem messze lévő erdőben találták meg. Beszalad az erdőbe, és azt hiszi, hogy látja Emmát elszaladni, és sikerül utolérnie. Ahogy Emma felé fut, hallja, hogy egy nő a nevét kiabálja. Emma eltűnik.
Az idő utolsó másodpercei jelennek meg. Michael Patrick megkérdezi Dianát és Maureent, hogy melyiket kellene lelőnie. Maureen azt mondja, hogy ha bármelyikük meg fog halni, akkor le kell lőnie őket. Diana először azt válaszolja, hogy nem akarja, hogy lelőjék. Ennek az lenne a következménye, hogy helyette Maureennek kell meghalnia - egy pillanatnyi gondolkodás után végül azt kéri, hogy lőjék le. Michael lelövi Dianát, miközben az iskola előtt Diana anyja a nevét kiabálja. Abban a pillanatban, amikor Dianát a mosdóban lelövik, a felnőtt Dianát is lelőtték, és az erdő talajára esik - ő sosem élt, hanem csupán a fiatal Diana elképzelése volt a jövőbeli életéről, amely a döntése előtti másodpercekben futott át az agyán, és a halálával véget ért.

## Szereplők
(A szereposztás mellett a magyar hangok feltüntetve)
- Uma Thurman – Diana McFee – Für Anikó
- Evan Rachel Wood – Diana McFee fiatalon – Györfi Anna
- Eva Amurri – Maureen – Berkes Boglárka
- Brett Cullen – Paul McFee – Haás Vander Péter
- Gabrielle Brennan – Emma McFee – Károlyi Lili
- Adam Chanler-Berat – Ryan Haswhip –
- Oscar Isaac – Marcus – Sörös Miklós
- Maggie Lacey – Amanda – Szabó Gertrúd
- Nathalie Paulding – Amanda fiatalon –
- Jewel Donohue – Anya –
- Tanner Max Cohen – Nate Witt –
- Lynn Cohen – Beatrice nővér – Illyés Mari
- John Magaro – Michael Patrick – Joó Gábor
- Molly Price – Diana anyja – Farkas Zita
- Jack Gilpin – Mr. McCleod – Bolla Róbert
- Mike Slater – Tom fiatalon –
- Anna Moore – szőke diáklány –

## Bevétel
A filmet 2008. április 18-án mutatták be korlátozott számban az Amerikai Egyesült Államokban, és nyolc moziban 20 220 dolláros bevételt hozott a nyitóhétvégén, ami átlagosan 2527 dollárt jelentett mozinként. 2008. június 27-29-ig a film hazai összbevétele 303 439 dollár volt, a gyártási költségvetés pedig 13 millió dollár.

## Fordítás
- Ez a szócikk részben vagy egészben  a   The Life Before Her Eyes című angol Wikipédia-szócikk fordításán alapul.  Az eredeti cikk szerkesztőit annak laptörténete sorolja fel. Ez a jelzés csupán a megfogalmazás eredetét és a szerzői jogokat jelzi, nem szolgál a cikkben szereplő információk forrásmegjelöléseként.
- Ez a szócikk részben vagy egészben  a   Das Leben vor meinen Augen című német Wikipédia-szócikk fordításán alapul.  Az eredeti cikk szerkesztőit annak laptörténete sorolja fel. Ez a jelzés csupán a megfogalmazás eredetét és a szerzői jogokat jelzi, nem szolgál a cikkben szereplő információk forrásmegjelöléseként.